# 威廉·夏特纳
威廉·夏特纳（英語：William Shatner，1931年3月22日—）是一名猶太裔的加拿大籍演员。他所饰演的最知名的角色，是1966年到1969年的美国电视剧《星际旅行：初代》及其的七部衍生电影中，进取号星舰舰长詹姆斯·T·柯克的角色。
此外他也在《星际旅行：初代》终止后的1970年代客串多部著名电视剧，包括《岳史迪》（The Six Million Dollar Man）、《神探可倫坡》（Columbo）、《The Rookies》、《功夫》以及《虎膽妙算》等。
他在2009年11月出演了由推特上的一系列贴文改编的电视连续剧《我的老爸鬼話連篇》。此外另有作品法律電視劇《波士顿法律》；夏特納在該電視劇中扮演律師丹尼·克瑞恩（Denny Crane），是一間國際律師行的合夥人之一。
夏特纳曾出版过一系列的书，来记叙他扮演詹姆斯·科克，并成为《星际旅行》的一部分的经历。他也在1982年到1986年间，在美国广播公司（ABC）与哥伦比亚广播公司（CBS）播映的电视剧集《T·J·胡克》中，主演一名老练的警官。
2014年4月被NASA授予杰出公共服务奖，以奖励他扮演柯克船长鼓励了学生学习科学和数学，许多NASA的宇航员和工程师都深受他的影响。
2021年10月13日，威廉·夏特纳搭乘藍色起源的新謝潑德號火箭進入太空，夏特纳也成为进入太空年纪最大的人。

## 早年生活

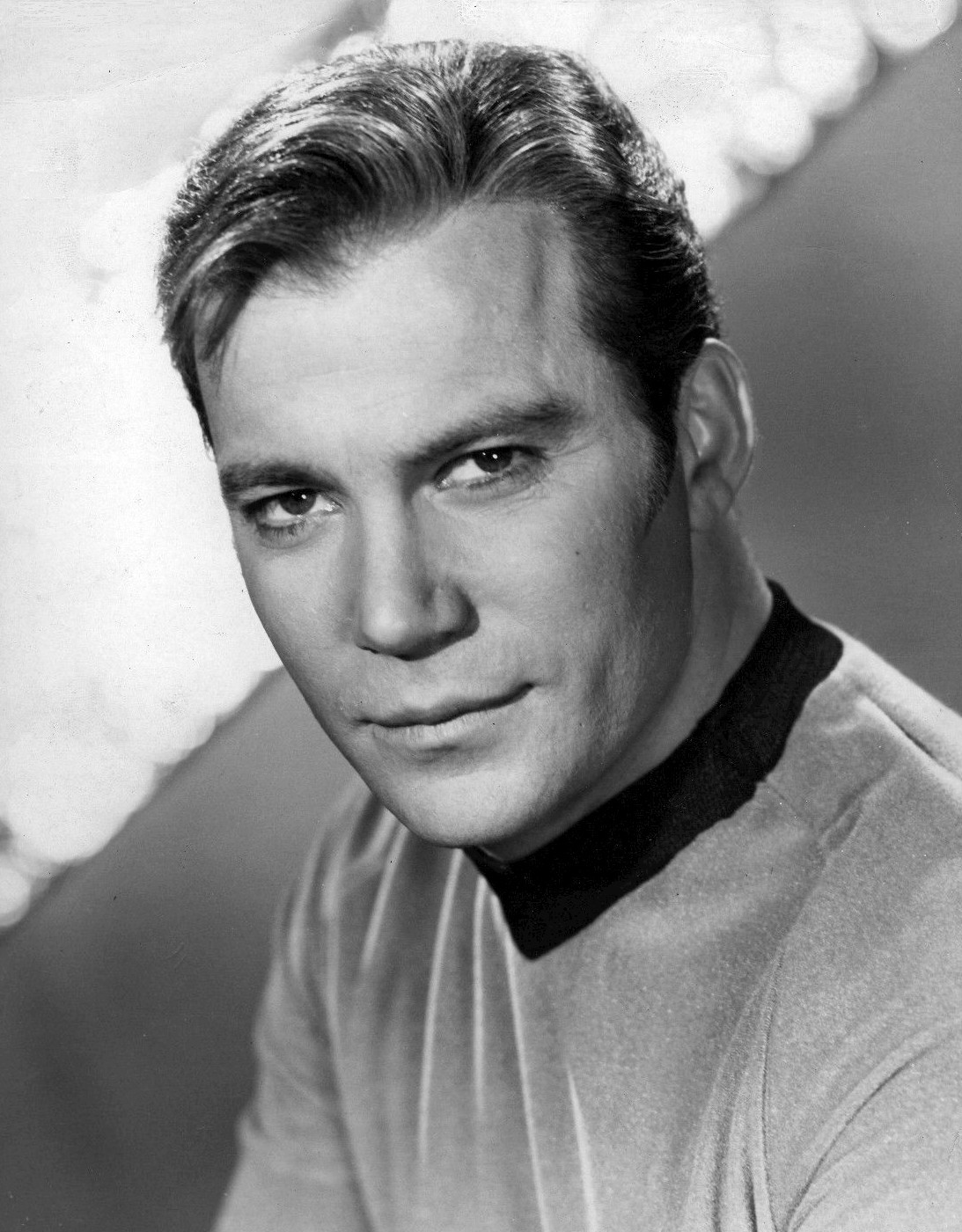
1960年代《星空奇遇記》系列的詹姆斯·T·柯克造型

威廉於1931年3月22日在加拿大魁北克出生，父親是位服裝製造商人。他的祖父母和外祖父母都是猶太人，分別來自奧地利、波蘭、匈牙利和烏克蘭。猶太教保守派的教導對他的成長有著深遠的影響。
他在滿地可麥吉爾大學主修經濟。

### 書目

#### 小說
- 《TekWar》系列，與羅恩·古拉特（英语：Ron Goulart）合著
  - TekWar（1989年）ISBN 978-0-399-13495-1
  - TekLords （1991年）ISBN 978-0-399-13616-0
  - TekLab（1991年）ISBN 978-0-399-13736-5
  - Tek Vengeance（1993年）ISBN 978-0-399-13788-4
  - Tek Secret（1993年）ISBN 978-0-399-13892-8
  - Tek Power（1994年）ISBN 978-0-399-13997-0
  - Tek Money（1995年）ISBN 978-0-399-14109-6
  - Tek Kill（1996年）ISBN 978-0-399-14202-4
  - Tek Net（1997年）ISBN 978-0-399-14339-7
- 《星空奇遇記》系列，與朱迪思和加菲爾德里夫斯-史蒂文斯（Judith and Garfield Reeves-Stevens）夫婦合著
  - Star Trek: The Ashes of Eden（1995年）ISBN 978-0-671-52035-9
  - Star Trek: The Return（1996年）ISBN 978-0-671-52610-8
  - Star Trek: Avenger（1997年）ISBN 978-0-671-55132-2
  - Star Trek: Spectre（1998年）ISBN 978-0-671-00878-9
  - Star Trek: Dark Victory（1999年）ISBN 978-0-671-00882-6
  - Star Trek: Preserver（2000年）ISBN 978-0-671-02125-2
  - Star Trek: Captain's Peril（2002年）ISBN 978-0-7434-4819-2
  - Star Trek: Captain's Blood（2003年）ISBN 978-0-671-02129-0
  - Star Trek: Captain's Glory（2006年）ISBN 978-0-7434-5343-1
  - Star Trek: The Academy—Collision Course（2007年）ISBN 978-1-4165-0396-5
- 《War》系列
  - Man o' War（1996年）ISBN 978-0-399-14131-7
  - The Law of War（1998年）ISBN 978-0-399-14360-1
- 《Quest for Tomorrow》系列
  - Delta Search（1997年）ISBN 978-0-06-105274-3
  - In Alien Hands（1997年）ISBN 978-0-06-105275-0
  - Step into Chaos（1999年）ISBN 978-0-06-105276-7
  - Beyond the Stars（2000年）ISBN 978-0-06-105118-0
  - Shadow Planet（2002年）ISBN 978-0-06-105119-7
- Believe，與邁克爾·托比亞斯（英语：Michael Tobias）合著（1992年）ISBN 978-0-425-13296-8
- 改編漫畫書
  - William Shatner's TekWorld（1994年）ISBN 978-0-87135-985-8
  - Star Trek: The Ashes of Eden, DC Comics graphic novel（1995年）ISBN 978-1-56389-235-6

#### 非小說
- Captain's Log: William Shatner's Personal Account of the Making of "Star Trek V: The Final Frontier"，丽莎白·夏特纳編（1989年）ISBN 978-0-671-68652-9
- Star Trek Memories，克里斯·魁斯基（英语：Chris Kreski）合著（1993年）ISBN 978-0-06-017734-8
- Star Trek Movie Memories，克里斯·魁斯基合著（1994年）ISBN 978-0-06-017617-4
- Get a Life!，克里斯·魁斯基合著（1999年）ISBN 978-0-671-02131-3
- Star Trek: I'm Working on That: A Trek from Science Fiction to Science Fact，奇普·沃克合著（2002年）ISBN 978-0-671-04737-5
- Up Till Now: The Autobiography，大衛·費舍爾合著（2008年）ISBN 978-0-283-07058-7
- Shatner Rules，克里斯·裡根（英语：Chris Regan）合著（2011年）ISBN 978-0-525-95251-0

## 伸延閱讀
- William Shatner and the Fromage Frontier, eight-page interview by Claire Connors, seven photos including cover by Jeff Lipsky. Cheese Connoisseur, summer 2013, cover story, pages 26–33. Published by Phoenix Media Network, Inc., Boca Raton, Florida. Shatner discusses his career, health, current and future projects, and, especially, his appreciation for cheese.

## 外部連結
- 官方网站
- 威廉·夏特纳在互联网电影资料库（IMDb）上的資料（英文）